# Tea
Tea – piąty singel duńskiego zespołu heavymetalowego King Diamond. Wydany w 1987 roku przez Roadrunner Records.

## Lista utworów
1. Tea - 5:15